# Адьебо, Джордж Космас
Джордж Космас Адьебо (англ. George Cosmas Adyebo; 18 июня 1947 — 19 ноября 2000, Кампала) — государственный и политический деятель Уганды. 

## Биография
Родился 18 июня 1947 года. Окончил индустриальный институт, получив степень магистра в Карловом университете в Праге. С 1976 по 1979 год был системным аналитиком и программистом министерства финансов Уганды. Затем работал в министерстве образования Уганды до 1983 года. Работал преподавателем в Угандийском колледже бизнеса в Накави (в настоящее время бизнес-школа Макерере). С 1983 по 1989 год был ректором Угандийского колледжа бизнеса в Адуку. Позже представлял округ Квания в парламенте Уганды.
22 января 1991 года Джордж Космас Адьебо был назначен преемником премьер-министра Самсоном Кисеккой. Оставался на этом посту до 18 ноября 1994 года и одновременно был вице-председателем Национального движения сопротивления Уганды. С 1994 по 1997 год был советником президента Уганды Йовери Мусевени. Скончался 19 ноября 2000 года после продолжительной болезни в международной больнице Кампалы.